# Selce (Horvátország)
Szelce (horvátul: Selce) falu Horvátországban, Tengermellék-Hegyvidék megyében. Közigazgatásilag Crikvenicához tartozik.

## Fekvése
Fiumétől 35 km-re délkeletre, községközpontjától 4 km-re délkeletre a Krk-szigetet a horvát tengerparttól elválasztó Vinodoli-csatorna partján fekszik
A falu egy tipikus tengerparti üdülőtelepülés képét mutatja. Híres az egészségturizmusa, mely főleg a szív- és reumapanaszosok körében kedvelt.

## Története
A legrégibb történelem előtti telepekre a Szent György-hegyen találtak. E terület legrégebbi ismert lakói az illírek voltak, majd őket a rómaiak követték. Itt vezetett át az a fontos római kereskedelmi és hadiút, mely Itáliát az adriai településekkel, a mai Zenggel (Senj) és Splittel kötötte össze. Az út mentén több őrhely és védelmi célokat szolgáló létesítmény épült, hogy az itt közlekedőket megvédje a rablók támadásai ellen. Valószínűleg ilyen őrtorony volt a Szelce közelében épített „Ad Turres” is, mely körül kisebb település fejlődött ki. A háborúk közötti békésebb időszakokban a közeli védett öblökbe gazdag rómaiak építettek villákat és gazdasági épületeket. Ezek alapfalait feltárták Selcén kívül Jadranovoban és a Lokvišće-öbölben is. A vizigótok beözönlése a négyszáz év óta itt élő lakosságot a biztonságosabb magaslatokra kényszerítette. Így Ad Turres lakossága is Kotor ősi várának falai közé menekült. A horvátok ősei a 8. században érkeztek erre a vidékre és a közeli Vinodoli-völgyben létrehozták szabad közösségekből álló zsupánságukat. Az itt élő őslakosságtól gyorsan eltanulták a bortermesztést, mely az itteniek egyik fő bevételi forrása lett. A terület birtokosai a 12. századtól a Frangepánok voltak. Ekkor épült meg a település mai magja a Harminca ahol a bankok és hivatalok találhatók.
1572-ben az egész vinodoli vidék a Zrínyieké lett, akik támogatták a tengeri és szárazföldi kereskedelmet
Szelce kikötőjének kialakulása a 17. században kezdődött. Kezdetben csak egy fa cölöpökön álló kis kikötő (palada) volt, melynek képét egy korabeli rajz ábrázolja, melyet Pietro Someda De Marco „Gian Domenico Bertoli e la sua terra natale” című 1948-ban kiadott könyvében találjuk. Ezen az öböl a kikötővel és néhány vitorlás kereskedelmi hajó látszik. A 18. század első felében a dúsgazdag velencei nemes, Gian Domenico Bertoli uralma alá került. 1792-ben nagyobbították, hogy nagyobb hajók is kiköthessenek rajta. Ekkor épült az első nagy raktárépület is. A kikötői hivatal 1793-ban nyílt meg Selcében és egészen 1947-ig működött. A 18. század végén (1797-ben) a Velencei Köztársaság megszűnésekor osztrák, majd 1806-tól francia uralom alá került, 1809-től a Illír tartományok része lett, majd Napóleon bukása után ismét az osztrákok foglalták vissza. 1816-tól a Habsburg Illír Királysághoz, majd 1849-től az Osztrák Tengermellék (Küstenland) elnevezésű koronatartományhoz tartozott. A kőből kiépített korszerű kikötő három fázisban készült el. Az első 28 méter hosszú 1874-ben, a 15 méterrel hosszabb és szélesebb 1891-ben, majd a harmadik 63 méter hosszú 1908-ban. Ez lehetővé tette a nagyobb kereskedelmi hajók, valamint a Fiume és Zára közötti hajójárat fogadását is. Bal oldalán Zakloštar alatt 1894-ben védőgátat építettek, amely mellett kiépült a település fő strandja. A kezdeti kisebb gátat később bővítették és 1986-ban nyerte el mai formáját. A Palada és a gát közötti terület az 1930-as években alakult ki, míg a Paladától jobbra Polači felé eső terület fokozatosan épült ki. Először csak Podrvicáig, majd a Polačiig húzódó parkot építették meg, végül a Šalda-villa alatti rész Bazeniig bezárólag. Ehhez épült hozzá aztán az 1970-es években a Slanáig és a Šalda-villától a Hotel Marináig terjedő terület.
A mai település három, egykor Bribirhez tartozó tengerparti településből Metlinából, Brdoból és Selcéből alakult ki. 1857-ben Selcének 530 lakosa volt. E három település már a 19. század végén úgy összenőtt, hogy egységes elnevezés vált szükségessé, végül 1902-ben a Szelce nevet kapta. 1910-ben Selcének 1153 lakosa volt, akik főként kereskedelemmel és hajózással foglalkoztak. A trianoni békeszerződésig Modrus-Fiume vármegye Crikvenicai járásához tartozott. A két háború között a Jugoszláv Királyság része volt. 1941 tavaszán olasz csapatok szállták meg és április 10-én német és olasz gyámság alatt létrejött a Független Horvát Állam, melynek Szelce is része lett, de az olasz befolyási övezethez tartozott. 1943 őszén az olasz kapitulációt követően német és usztasa csapatok szállták meg. 1945 áprilisában szabadult fel és ismét Jugoszlávia része lett. 1950-ben az addig önálló községet közigazgatásilag Crikvenica községhez csatolták, melynek ma is része. Ebbe lakói azóta sem nyugodtak bele, és célul tűzték ki a korábbi önállóság visszaszerzését.
A helyi turizmus hagyományai nagyon régre, az 1880-as évekre nyúlnak vissza, amikor az első turisták megérkeztek ide. A helyi fürdő egyesület gyorsan megépítette az első fa fürdőépületet. A 20. század elején számos villa épült, majd 1911-ben megalapították a szépítő egyesületet. A turizmus az 1960-as években indult igazi virágzásnak. A Slana-öbölben autóskempinget építettek.

## Lakosság
| Lakosság változása | Lakosság változása | Lakosság változása | Lakosság változása | Lakosság változása | Lakosság változása | Lakosság változása | Lakosság változása | Lakosság változása | Lakosság változása | Lakosság változása | Lakosság változása | Lakosság változása | Lakosság változása | Lakosság változása | Lakosság változása |
| ------------------ | ------------------ | ------------------ | ------------------ | ------------------ | ------------------ | ------------------ | ------------------ | ------------------ | ------------------ | ------------------ | ------------------ | ------------------ | ------------------ | ------------------ | ------------------ |
| 1857               | 1869               | 1880               | 1890               | 1900               | 1910               | 1921               | 1931               | 1948               | 1953               | 1961               | 1971               | 1981               | 1991               | 2001               | 2011               |
| 1372               | 1503               | 1610               | 1445               | 1515               | 1467               | 1380               | 1249               | 896                | 862                | 955                | 1196               | 1486               | 1439               | 1623               | 1517               |

## Nevezetességei
- Alexandriai Szent Katalin tiszteletére szentelt templomát 1888-ban historikus stílusban építették. A templomban több értékes műremek is megtalálható. Márvány főoltárát a neves fiumei mester Pietro Rizzi építette, oltárképét a velencei származású festőművész Giovanni Fumi festette. A szentély boltozatát a zenggi Ferdinand Ludwig festette ki 1910-ben. Az orgonát és a barokk, kőből faragott szenteltvíztartót a régi templomból hozták át, utóbbi ma a kórus alatt található. Barokk ereklyetartóban őrzik Szent Katalin ereklyéjét.[3]
- A Szent Katalin templom alatt található az a forrás ahol a helyi asszonyok egykor a ruháikat mosták. A mellette levő falon mozaik látható, melyen a mosáshoz érkező szelcei asszonyok népviselete van ábrázolva. A nyári hőség enyhítésére a magyar gubernium (kormányzóság) nagy víztárolót építtetett ide, melyről a külső falon felirat emlékezik meg.[3]
- A Szent József kápolna eredetileg a barokk Szent Katalin templom szentélye volt. Oltára egyike volt a Katalin-templom oltárainak, az itáliai Jacopo Businello és Antonio Capovilla velencei stílusú műve.[6]
- A Szent Katalin kápolna egy kicsiny park zöldjében rejtőzik. Valószínűleg a román kor előtti időkből származik. A 15. században teljesen megújították, 1498-ban szentelte fel újra Kristóf modrusi püspök.[6]
- A Szent Fábián és Sebestyén kápolna a 19. században épült a Bribirre vezető főút kereszteződésében neobarokk stílusban fogadalomból a járványok védőszentjeinek tiszteletére.[6]
- A Selcéről Bribirre vezető út felett áll középkori Szent György kápolna. Legrégibb része valószínűleg 9-10. századi, bizánci építésű. Valószínűleg egy ókori katonai őrhely alapjain épült. A 12. században új homlokzatot és hátfalat kapott. A kápolnát a két világháború között teljesen felújították, de a második világháború idején egy bombatámadásban megsérült. 1997-ben újjáépítették és újraszentelték. A kápolna egyhajós épület félköríves apszissal, hossza 14 méter.[7]
- Az utolsó szelcei olajprés valószínűleg a 18. századból származik. Egy darabból faragott kőkerékből, egy kőedényből és több faedényből áll, melyekben egykor az olívaolajat tárolták.[6]
- Védett épület a Lončarić-ház,[8] mely egy lakóházból és egy romból áll, amelyet kőfal vesz körül. Az utcai oldalon a falnak két kőkapuja van, egy fő és egy mellékbejárat, valamint egy fülke benne Szent Kereszt-oltárral. Az épületegyüttes egy zárt egységet alkot, amelyből kívülről csak egy ház látható. Erre sok példa található Vinodol környékén a 19. századból, de Selcén egyedülálló építészeti megoldás. A ház és az udvar az idők folyamán több változáson esett át, és különleges műemléki értéket képvisel.
- Selce történelmi magjának közepén, a mai Trg palih boracán 1796-ban víztározót[9] építettek. A tározó hét kőlépcsőn és egy kovácsoltvas ajtós bejárati kőkapun keresztül közelíthető meg. Mind a négy oldalról magas körítőfal határolja. Alaprajza téglalap, méretei 13,25 x 7,00 m. A falak rusztikusak, félkör alakúak. A fal déli koronájára 1818-ban vésett vályú, gabonamérő került. A délnyugati falköpenyben egy fülke található Szent Antal szobrával. A tározóban lévő esővizet a környező házak tetejéről gyűjtötték össze, kapacitása 300 köbméter volt. A déli körítőfalon két emléktábla található, amelyeken a tározó építésének adatai szerepelnek latinul és horvát nyelvre lefordítva.

- A Szent Katalin templom
- A Szent Katalin kápolna
- A Szent József kápolna
- Az Esperanto szálloda
- Látkép a kikötőből
- A tengerparti sétány
- Selce télen
- Tengerparti részlet